# Wim Bos (1928-2007)
Wim Bos (Wierden, 8 oktober 1928 - Warken, 22 oktober 2007) was een Nederlands schilder. Na zijn militaire dienstplicht, die hij in Nederlands-Indië vervulde, volgde Bos een opleiding aan de sociale academie. Hij werkte als hoofd Personeelszaken.

## Werk
Bos woonde en schilderde na zijn 65ste in Warken, een buurtschap tussen Warnsveld en Lochem in de Achterhoek, Gelderland. Bos is een leerling van Riemko Holtrop, die zich vanaf 1945 met Jan Broeze en Johan Haanstra in Twente manifesteerde als De Nieuwe Groep en in de jaren zestig lesgaf in Hellendoorn, waar Bos toen woonde.
Bos schilderde overwegend boslandschappen en gebruikte daarvoor bij voorkeur acrylverf. Zijn werk is sterk expressief en bijna abstract. Desondanks herkennen Wierdenaren in sommige schilderijen het oude landschap van Twentse buurtschappen als Zuidbroek ('erve Beverdam'), Ypelo en Rectum. Bos was lid van ‘Het Vrij Atelier’ in Lochem en de ‘Warkense Schildergroep’.

## Solo- en groepstentoonstellingen
- Galerie Springfield, Amsterdam
- Galerie De Blauwe Deur, Almen
- Galerie Welgelegen, Warnsveld
- Verpleeghuis Krönenzommer, Hellendoorn
- Rabobank Twenterand, Hellendoorn
- Galerie Het Gele Stoeltje, Vorden[1]
- Gemeentehuis, Nijverdal
- Galerie Tolg’Art, Wierden
- Hoofdkantoor Kluwer, Deventer
- Schouwburg, Lochem
- Cultureel Centrum De Garve, Lochem

## Catalogi
- Wim Bos, de jaren 1960-1970 (Arnhem, 2003)
- Wim Bos, Landschappen (Wierden, 2005)